# XIII dinastia egípcia
```
   |-
       |
Erro:
:  
valor não especificado para "
nome_comum
"

   |-
       | 
Erro:
:  
valor não especificado para "
continente
"
```

A XIII dinastia começou logo após a morte de Esquemíofris, e, em textos posteriores à sua época, esta dinastia é frequentemente e descrita como uma era de caos e desordem.[carece de fontes?]

## História
Acredita-se, de acordo com o egiptólogo Kim Ryholt, o primeiro faraó da XIII dinastia Sebecotepe I era filho de Amenemés IV.
A dinastia governou primeiramente em Tebas, mas eventualmente perdeu a autoridade e veio a tornar-se vassalas dos asiáticos recém-chegados que se infiltraram na região do delta. Esses estrangeiros eram grupos de vários povos asiáticos, principalmente os semitas forçados na direção ao sul em vista de distúrbios de terras ao norte e leste do Egito. Os últimos faraós da XIII dinastia se tornaram vassalos dos hicsos.

## Faraós da 13ª dinastia
| Faraó                                  | Imagem | Reinado                                                                      |
| -------------------------------------- | ------ | ---------------------------------------------------------------------------- |
| Sequenré Cutaui Amenemate Sebecotepe I |        | 1802-1800 a.C. ou 1724-1718 a.C.                                             |
| Meibetaui Sequencaré Amenemate Sombefe |        | 1800-1796 a.C.                                                               |
| Nericaré                               |        | 1796 a.C.                                                                    |
| Sekhemkaré Amenemés V                  |        | 1796-1793 a.C. ou 1746-1743 a.C.                                             |
| Ameni Quemau                           |        | 1795-1792 a.C.                                                               |
| Hotepibré Quemau Siarnedijeritefe      |        | 1791-1788 a.C.                                                               |
| Iufini                                 |        | 1788 a.C. (6/7) ou 1741 a.C.                                                 |
| Seanquibré Amenemés VI                 |        | 1788-1785 a.C. ou c.1740 a.C.                                                |
| Semencaré Nubini                       |        | 1785-1783 a.C. ou 1739 a.C.                                                  |
| Seetepibré II Seuesequetaui            |        | 1783-1781 a.C.                                                               |
| Seaudicaré                             |        | c.1781-1780 a.C. ou 1736 a.C.                                                |
| Nejemibré                              |        | (c. 7 meses) c.1780 a.C. ou 1736 a.C.                                        |
| Caanqueré Sebecotepe II                |        | 1780-1777 a.C.                                                               |
| Rensenebe Amenemate                    |        | (c. 4 meses) 1777 a.C.                                                       |
| Auibré Hor I                           |        | (c. 1 ano e 6 meses) 1777-1775 a.C.                                          |
| Sequenrecutaui Cabau                   |        | 1775-1772 a.C. ou 1752-1746 a.C.                                             |
| Jedequepereu                           |        | 1772-1770 a.C. uns meses em c.1732 a.C.                                      |
| Sebecai                                |        | ???? a.C.                                                                    |
| Sedijefacaré Cai Amenemés VII          |        | c.1770-1765 a.C.                                                             |
| Cutauiré Ugafe                         |        | c.1767 a.C. ou c.1794-1757 a.C.                                              |
| Userkareé Quendier                     |        | c.1764-1759 a.C. ou c.1718-1712 a.C.                                         |
| Semenquecaré Imiremexau                |        | (Menos de 10 anos) c.1764-1759 a.C. ou 1711 a.C.                             |
| Seetepicaré Antefe IV                  |        | (Menos de 10 anos) 1759-1749 a.C. ou c.1710 a.C.                             |
| Sete Meribré                           |        | ?-1749 a.C. ou ?-1710 a.C.                                                   |
| Sequenreseudijetaui Sebecotepe III     |        | (4 anos e 2 meses) 1749-1744 a.C. (?)                                        |
| Casequenré Neferotepe I                |        | (c.11 anos) 1742-1731 a.C. ou 1705-1694 a.C.                                 |
| Menuadijeré Siator                     |        | 1739 a.C.?                                                                   |
| Caneferré Sebecotepe IV                |        | (c. 10 anos) 1732-1720 a.C. ou 1694-1685 a.C.                                |
| Merotepré Sebecotepe V                 |        | (c. 3 anos) 1720-1717 a.C.                                                   |
| Caotepré Sebecotepe VI                 |        | (4 anos, 8 meses e 29 dias) c.1719-1715 a.C.                                 |
| Uaibré Ibiau                           |        | (10 anos, 8 meses e 29 dias) 1712-1701 a.C. ou 1725-1719 a.C.                |
| Merneferré Ai I                        |        | (23 anos, 8 meses e 18 dias) 1710-1687 a.C.                                  |
| Merotepré Ini                          |        | (2 anos e 2 meses) 1677-1675 a.C. ou 1691-1689 a.C.                          |
| Sanquenré Seauditu                     |        | (3 anos, 2-4 meses) 1675-1672 a.C. ou 1694/1654 a.C.                         |
| Mersequenré Inede (Neferotepe II)      |        | (3 anos, 1-4 meses e 1 dia) 1672-1669 a.C. ou 1651-1648 a.C.                 |
| Seaudicaré Hor II                      |        | (5 anos, ? meses e 8 dias) 1669-1664 a.C. ou 1648-1643 a.C.                  |
| Mercauré Sebecotepe VII                |        | (2 anos, ? meses e 3-4 dias, 2 anos e meio) 1664-1663 a.C. ou 1646-1644 a.C. |

## Faraós desconhecidos

### Faraós cujos nomes se perderam
| Faraó         | Nota                                                                              |
| ------------- | --------------------------------------------------------------------------------- |
| Merqueperré   |                                                                                   |
| Mercaré       |                                                                                   |
| Mentuotepe V  |                                                                                   |
| Ibi II        |                                                                                   |
| Hor II        |                                                                                   |
| Sanquepitaqui |                                                                                   |
| Aaquem        | Documentado na Genealogia Sacerdotal de Mênfis, recolhida de uma estela em Berlim |

### Faraós que não tem informações sobre as data do reinado
| Faraó     | Nota |
| --------- | ---- |
| Secaenré  |      |
| Senebemiu |      |